# الغواصة الألمانية يو-877
غواصة يو-877 غواصة يو بوت ألمانية من الفئة التاسعة سي/40 بنيت لسلاح بحرية ألمانيا النازية كريغسمارينه، في أحواض إيه جي فيزر في بريمن خلال الحرب العالمية الثانية.